# Wootton Wawen
Wootton Wawen est un village et une paroisse civile du Warwickshire, en Angleterre.